# Delias diaphana
Delias diaphana é uma espécie de borboleta pierina endémica das Filipinas, onde é encontrada apenas em Mindanau.
A envergadura é de 80 a 90 milímetros.

## Subespécies
- Delias diaphana diaphana (Monte Apo, Mindanau)
- Delias diaphana sagaguchii Tsukada e Nishiyama, 1980 (Masara Maine, no sudeste de Mindanau)
- Delias diaphana basilisae Schroder, 1893 (Monte Malindang-Zamboanga, Mindanau ocidental)
- Delias diaphana yatai Nakano, 1993 (Tandag, nordeste de Mindanau)